# 查尔斯·威金
查尔斯·威金（英語：Charles Wiggin，1950年1月8日—），英国男子赛艇运动员。他曾代表英国参加1980年夏季奥林匹克运动会赛艇比赛，搭档马尔科姆·卡迈克尔获得男子双人单桨无舵手铜牌。